# Геокодирование
Геокоди́рование — процесс назначения географических идентификаторов (таких как географические координаты, выраженные в виде широты и долготы) объектам карты и записям данных.
Например, геокодированием является назначение координат записям, описывающим адрес (улица/дом) или фотографиям (где было сделано фото) или IP-адресам, или любой другой информации, имеющей географический компонент. Геокодированные объекты могут быть использованы в геоинформационных системах (ГИС).
Развивается с начала 1960-х годов: в 1960 году была изобретена первая действующая ГИС — Канадская географическая информационная система (CGIS). CGIS использовалась для хранения и анализа данных, собранных для Земельной инвентаризации Канады, которая отображала информацию о сельском хозяйстве, дикой природе и лесном хозяйстве в масштабе 1:50 000. CGIS просуществовала до 1990-х годов.